# قهرمانی وزنه‌برداری جهان ۱۹۲۰
قهرمانی وزنه‌برداری جهان ۱۹۲۰ بیستمین دوره از رقابت‌های قهرمانی جهان می‌باشد که از ۴ تا ۸ سپتامبر ۱۹۲۰ در وین، اتریش برگزار گردید. در این دوره ۷۴ ورزشکار مرد از ۴ کشور رقابت کردند.

## خلاصه مدال‌ها
| رویداد               | طلا                     | نقره                      | برنز                         |
| پر وزن ۶۰ ک‌گ         | Eugen Wiedmann · آلمان  | Andreas Jaquemont · آلمان | Gustav Kubu · اتریش          |
| سبک‌وزن ۶۷٫۵ ک‌گ       | Philipp List · آلمان    | Josef Zimmermann · آلمان  | Karl Palkowitz · اتریش       |
| میان‌وزن ۷۵ ک‌گ        | Karl Stritesky · اتریش  | Ulrich Blaser · سوئیس     | Josef Kammerer · اتریش       |
| سنگین‌وزن سبک ۸۲٫۵ ک‌گ | یوزف اشتراسبرگر · آلمان | Franz Zuba · اتریش        | Leopold Hennermüller · اتریش |
| سنگین‌وزن ۸۲٫۵+ ک‌گ    | Karl Mörke · آلمان      | Franz Aigner · اتریش      | Heinrich Alscher · اتریش     |

## جدول مدال‌ها
| رتبه           | کشور           | طلا | نقره | برنز | مجموع |
| -------------- | -------------- | --- | ---- | ---- | ----- |
| ۱              | آلمان          | ۴   | ۲    | ۰    | ۶     |
| ۲              | اتریش          | ۱   | ۲    | ۵    | ۸     |
| ۳              | سوئیس          | ۰   | ۱    | ۰    | ۱     |
| مجموع (۳ کشور) | مجموع (۳ کشور) | ۵   | ۵    | ۵    | ۱۵    |